# Mouette du Tibet
Chroicocephalus brunnicephalus
Espèce
Statut de conservation UICN

 LC  : Préoccupation mineure
Statut CITES
La Mouette du Tibet (Chroicocephalus brunnicephalus) est une espèce d'oiseaux de la famille des Laridae.

## Description
L'adulte possède un capuchon brun, plus pâle sur le front et plus noir sur le cou. En hiver, le capuchon disparaît et la tête devient blanche avec une tache foncée foncée derrière l'œil. Les immatures ont une tête couleur gris-brun et un manteau brunâtre.

## Habitat et répartition

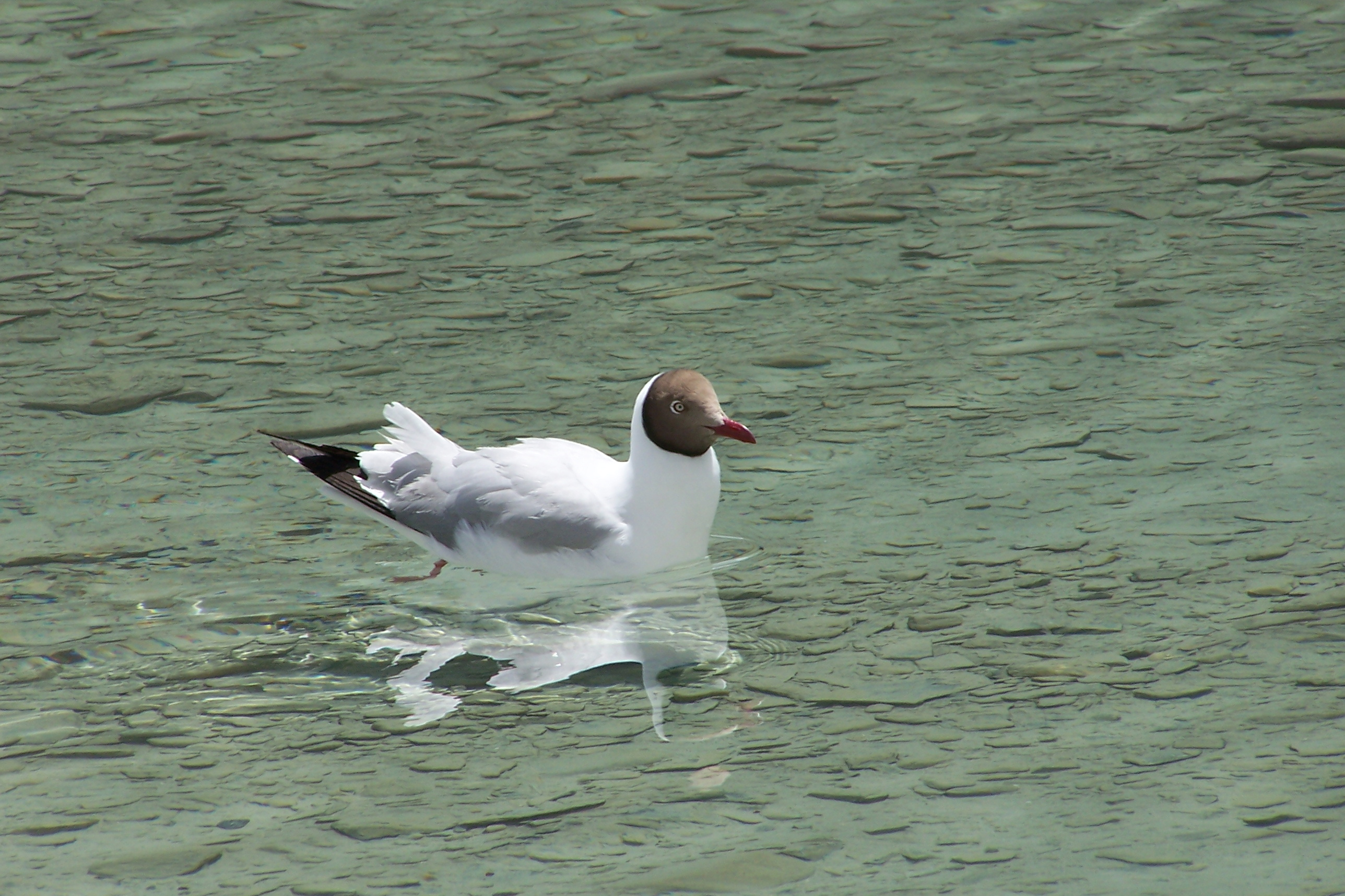

Cet oiseau vit au Tibet ; il hiverne en Asie du Sud et du Sud-Est.

## Mensurations
Il mesure 41 - 45 cm pour 450 - 714 g, avec une envergure de 105 - 115 cm.

## Alimentation
Il se nourrit entre autres de vers, d'insectes, de termites volantes.